# Marek Saganowski
Marek Mirosław Saganowski (Łódź, 1978. október 31. –) lengyel válogatott labdarúgó, edző. Posztját tekintve csatár. 2023 óta a Wisła Płock vezetőedzője.

## Sikerei, díjai
ŁKS Łódź
- Lengyel bajnok (1): 1997–98

Legia Warszawa
- Lengyel bajnok (3): 2012–13, 2013–14, 2015–16
- Lengyel kupagyőztes (3): 2012/13, 2014/15, 2015/16